# Gerichtsbezirk Cilli
Der Gerichtsbezirk Cilli (slowenisch: sodni okraj Celje) war ein dem Bezirksgericht Cilli unterstehender Gerichtsbezirk im Bundesland Steiermark. Er umfasste Teile des politischen Bezirks Cilli (Celje) und wurde 1919/20 dem Staat Jugoslawien zugeschlagen.

## Geschichte
Der Gerichtsbezirk Cilli wurde durch eine 1849 beschlossene Kundmachung der Landes-Gerichts-Einführungs-Kommission geschaffen und umfasste ursprünglich die 24 Gemeinden Cilli, Doberna, Greis, Großpiereschitz, Guttendorf, Hochenegg, Kostrinitz bei Montpreis, Lemberg bei Neuhaus, Neukirchen, Pletrovitsch, Rann, Sachsenfeld, St. Martin im Rosenthale, St. Achazius, St. Georgen bei Reichenegg, St. Lorenzen in Pröschin, St. Paul bei Pragwald, St. Peter im Sannthale, St. Primus, St. Rosalia, Sternstein, Swetina , Tüchern und Weixeldorf. Der Gerichtsbezirk Cilli bildete im Zuge der Trennung der politischen von der judikativen Verwaltung ab 1868 gemeinsam mit den Gerichtsbezirken Franz, Gonobitz, Oberburg, Sankt Marein bei Erlachstein und Tüffer den Bezirk Cilli.
Der Gerichtsbezirk wies 1910 eine Bevölkerung von 49.379 Personen auf, von denen 4.627 Deutsch (9,4 %) und 42.157 Slowenisch (85,4 %) als Umgangssprache angaben.
Durch die Grenzbestimmungen des am 10. September 1919 abgeschlossenen Vertrages von Saint-Germain wurde der Gerichtsbezirk Cilli großteils dem Königreich Jugoslawien zugewiesen.

## Gerichtssprengel
Der Gerichtssprengel Cilli umfasste vor seiner Auflösung die 22 Gemeinden Bischofdorf (Škofja vas), Cilli, Cilli Umgebung (Celje okolica), Doberna, Großpireschitz (Velika Pirešica), Gutendorf (Gutovlje), Hochenegg (Vojnik), Kalobje, Neukirchen (Nove cerkev), Pletrowitsch (Petrovče), Sachsenfeld (Žalec), Sankt Georgen an der Südbahn (Sveti Jurij ob južni železnici), Sankt Georgen an der Südbahn Umgebung (Sveti Jurij ob južni železnici okolica), Sankt Lorenzen bei Proschin, Sankt Martin im Rosenthale (Sveti Martin v Rožni dolinini), Sankt Paul bei Pragwald (Sveti Pavel pri Pregboldu), St. Peter im Sannthale (Sveti Peter ob Savinji), Svetina, Trennenberg (Dramlje), Tüchern (Teharje) und Weixeldorf (Višnjaves).